# Église Notre-Dame-de-l'Assomption d'Autouillet
Pour les articles homonymes, voir Église Notre-Dame et Notre-Dame-de-l'Assomption.
L'église Notre-Dame-de-l'Assomption est une église catholique située dans la commune d'Autouillet, dans le département des Yvelines, en France.

## Localisation
L'église se trouve dans la partie sud du village, à l'angle de l'allée du Château et de la route de la Haie-Frogeay.

## Historique
Construit à l'origine vers les XIIe & XIIIe siècles, l'édifice d'architecture romane recèle un intérieur de style gothique composé d'une nef unique du XVIe siècle à quatre travées voûtées en plein cintre et d'un chœur à deux travées ogivales ; l'église est classée au titre des monuments historiques  par arrêté du 10 mai 1946 pour ces deux travées ogivales et inscrite en totalité à la même date.

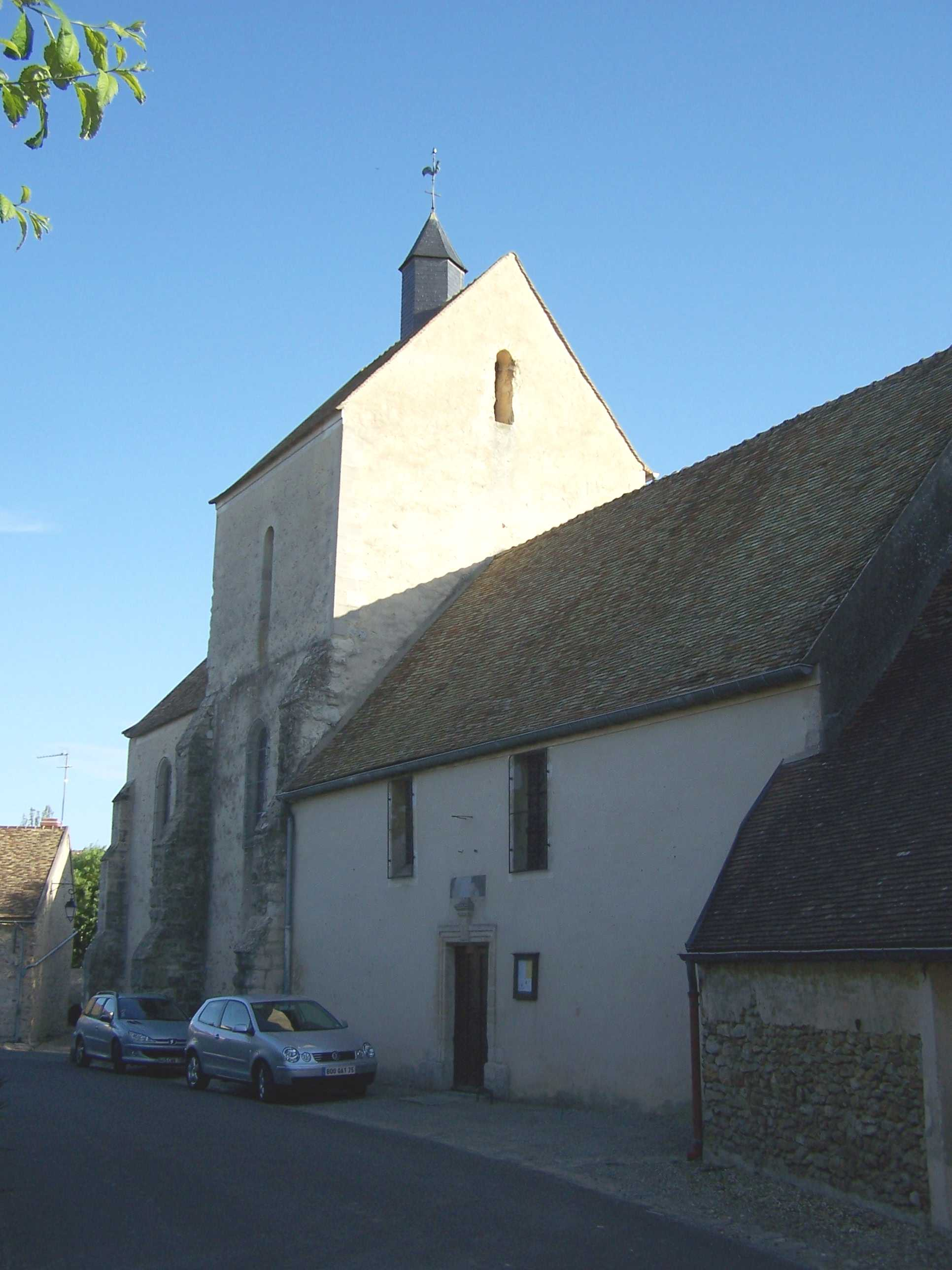
Vue nord-ouest de l'église (sept. 2006)

## Mobilier
Plusieurs tableaux sont présents dont une Adoration du Berger datant du XVIIIe siècle, situé au niveau du retable, et une Mort de Saint Joseph, d’Abel Fraisse, peinte en 1884.

## Iconographie
Une aquarelle de Paul Charlemagne représentant l'église (peinte vers 1932) est conservée au Musée des Beaux-Arts de Libourne.